# Remixes 2: 81-11
Remixes 2: 81-11 è il secondo album di remix del gruppo musicale britannico Depeche Mode, pubblicato il 3 giugno 2011.

## Descrizione
Si tratta della seconda raccolta di remix dopo Remixes 81-04 del 2004. Contiene vari remix realizzati dal 1981 (anno di inizio della carriera del gruppo) fino al 2011, includendo reinterpretazioni dei due ex-componenti del gruppo Vince Clarke e Alan Wilder.
L'album è stato preceduto dal singolo Personal Jesus 2011, versione remixata dai Stargate.

## Tracce

### Edizione singola
1. Dream On (Bushwacka Tough Guy Mix Edit) - 5:21
2. Personal Jesus (The Stargate Mix) - 3:55
3. Suffer Well (M83 Remix) - 4:31
4. John the Revelator (UNKLE Reconstruction) - 4:59
5. In Chains (Tigerskin's No Sleep Remix Edit) - 7:12
6. Peace (SixToes Remix) - 5:12
7. Tora! Tora! Tora! (Karlsson + Winnberg (from Miike Snow) Remix) - 7:38
8. Never Let Me Down Again (Eric Prydz Remix) - 7:01
9. I Want It All (Roland M. Dill Remix) - 6:43
10. Wrong (Trentemøller Club Remix) - 6:53
11. Puppets (Röyksopp Remix) - 4:40
12. Everything Counts (Oliver Huntemann + Stephan Bodzin Dub) - 6:53
13. A Pain That I'm Used To (Jacques Lu Cont Remix) - 7:51

### Edizione 3 CD
CD 1
1. Dream On (Bushwacka Tough Guy Mix) - 6:07
2. Suffer Well (M83 Remix) - 4:31
3. John the Revelator (UNKLE Reconstruction) - 4:59
4. In Chains (Tigerskin's No Sleep Remix) - 7:45
5. Peace (SixToes Remix) - 5:13
6. Lilian (Chab Vocal Remix Edit) - 6:14
7. Never Let Me Down Again (Digitalism Remix) - 4:37
8. Corrupt (Efdemin Remix) - 6:29
9. Everything Counts (Oliver Huntemann And Stephan Bodzin Dub) - 6:53
10. Happiest Girl (The Pulsating Orbital Vocal Mix) - 7:57
11. Walking in My Shoes (Anandamidic Mix) - 6:11
12. Personal Jesus (The Stargate Mix) - 3:58
13. Slowblow (Darren Price Mix) - 6:26

CD 2
1. Wrong (Trentemøller Club Remix) - 6:53
2. World in My Eyes (Dub in My Eyes) - 6:56
3. Fragile Tension (Peter Bjorn + John Remix) - 3:44
4. Strangelove (Tim Simenon/Mark Saunders Remix) - 6:31
5. A Pain That I'm Used To (Jacques Lu Cont Remix) - 7:49
6. The Darkest Star (Monolake Remix) - 5:43
7. I Feel You (Helmet at the Helm Mix) - 6:39
8. Higher Love (Adrenaline Mix Edit) - 4:47
9. Fly on the Windscreen (Death Mix) - 5:09
10. Barrel of a Gun (United Mix) - 6:35
11. Only When I Lose Myself (Dan the Automator Mix) - 4:57
12. Ghost (Le Weekend Remix) - 8:20

CD 3
1. Personal Jesus (Alex Metric Remix Edit) - 3:27
2. Never Let Me Down Again (Eric Prydz Remix) - 7:00
3. Behind the Wheel (Vince Clarke Remix) - 6:42
4. Leave in Silence (Claro Intelecto 'The Last Time' Remix) - 4:56
5. In Chains (Alan Wilder Remix) - 7:17
6. When the Body Speaks (Karlsson + Winnberg Remix) - 6:55
7. Puppets (Röyksopp Remix) - 4:40
8. Tora! Tora! Tora! (Karlsson + Winnberg (from Miike Snow) Remix) - 7:38
9. Freestate (Clark Remix) - 4:50
10. I Want It All (Roland M. Dill Remix) - 6:42
11. A Question of Time (Joebot Presents 'Radio Face' Remix) - 5:32
12. Personal Jesus (Sie Medway-Smith Remix) - 6:24

## Classifiche
| Classifica (2011)              | Posizione massima |
| ------------------------------ | ----------------- |
| Austria                        | 11                |
| Belgio (Fiandre)               | 22                |
| Belgio (Vallonia)              | 7                 |
| Croazia                        | 5                 |
| Danimarca                      | 4                 |
| Finlandia                      | 44                |
| Francia                        | 11                |
| Germania                       | 3                 |
| Grecia                         | 34                |
| Irlanda                        | 46                |
| Italia                         | 9                 |
| Messico                        | 33                |
| Norvegia                       | 30                |
| Paesi Bassi                    | 69                |
| Polonia                        | 13                |
| Portogallo                     | 14                |
| Regno Unito                    | 24                |
| Repubblica Ceca                | 4                 |
| Russia                         | 13                |
| Scozia                         | 30                |
| Spagna                         | 5                 |
| Stati Uniti                    | 105               |
| Stati Uniti (alternative)      | 24                |
| Stati Uniti (dance/electronic) | 3                 |
| Stati Uniti (rock)             | 38                |
| Svezia                         | 9                 |
| Svizzera                       | 6                 |
| Ungheria                       | 15                |